# Rand Robinson
Rand Robinson Engineering is een Amerikaans bedrijf dat vanaf jaren 70 van de 20e eeuw, geïnspireerd door onder andere de Volksplane, bouwplannen en onderdelen voor een betaalbare zelfbouw vliegtuig verkoopt.
Het bedrijf werd opgericht in 1968 door Kan Rand en Stuart Robinson. Het eerste vliegtuig was de KR1 en was gebouwd met een romp van hout en vleugels bestaande uit een houten ligger, ribben en vormlaag bestaande uit geschuurde polyurethaan blokken en platen, bedekt met een glasvezelhuid dat tevens deze "sandwich" constructie zijn stijfheid biedt. De piloot zit laag en gestrekt onder een gevormde perspex koepel. Het vliegtuig wordt aangedreven door een Volkswagen Kever luchtgekoelde motor.
In 1974 werd de KR2 gepresenteerd. Dit is een vliegtuig dat aan 2 personen ruimte biedt. De korte romp, hoge potentiële snelheid en kritische gewichtsverdeling zorgen ervoor dat dit toestel een uitdaging is om te vliegen.
Ken Rand kwam om het leven in een van zijn eigen toestellen, waarschijnlijk vanwege weersomstandigheden. Onder leiding van zijn weduwe Jeanette Rand leidt het bedrijf een kwakkelend bestaan, vooral wanneer de concurrentie met meer geavanceerde toestellen met meer gemoedelijke vliegeigenschappen het licht ziet.

## Vliegtuigtypes
- KR1: 1968, eenpersoons, propellervliegtuig, zelfbouw
- KR1B
- KR2: 1974, tweepersoons, propellervliegtuig, zelfbouw
- KR2S: 1993, tweepersoons verlengde versie van de KR2